# Martin Sievers
Martin Sievers war im 17. Jahrhundert Bürgermeister von Neustadt bei Magdeburg.

## Leben
Geburts- und Sterbedatum Sievers’ sind nicht bekannt. Erstmals wurde er als Ackermann 1639 anlässlich der Taufe seiner ersten Tochter erwähnt. Weitere urkundliche Nachweise datieren aus den Jahren 1640, 1641 und 1648. Sievers wurde dann Mitglied des Rates von Neustadt. Für die Jahre 1676, 1677 und 1679 wird er als Ratsmann erwähnt. 1681 wurde Sievers Bürgermeister. Dieses Amt hatte er bis 1690 inne.
Er erfreute sich großer Beliebtheit in der Bevölkerung. Zu seinen Ehren wurde das in der Nähe seines Ackerhofes befindliche, im Dreißigjährigen Krieg zerstörte, Stadttor (vormals Inslebertor, Mitteltor und später Schützentor) nach ihm als Sieverstor benannt. Auf dieser Benennung beruht noch heute der Name der Sieverstorstraße.